# بوكي مور
بوكي مور (بالإنجليزية: Bucky Moore)‏ هو لاعب كرة قدم أمريكية أمريكي، ولد في 5 مايو 1905 في ماكومب في الولايات المتحدة، وتوفي بنفس المكان في 18 ديسمبر 1980.

## وصلات خارجية
- بوكي مور على موقع مرجع كرة القدم المحترفة.كوم (الإنجليزية)
- بوكي مور على موقع JustSportsStats.com (الإنجليزية)
- بوكي مور على موقع قاعة ميسيسيبي للمشاهير الرياضية (الإنجليزية)